# Reena Wichmann
Reena Wichmann (Düsseldorf, 12 januari 1998) is een voetbalspeelster uit Duitsland. Ze speelt als middenvelder voor SV Werder Bremen in de Bundesliga.

## Clubcarrière
Reen Wichmann begon met voetballen bij SG Findorff. In 2013 stapte ze na een korte periode bij VfL 07 Bremen over naar de jeugdopleiding van SV Werder Bremen. Na in eerste instantie onderdeel te hebben uitgemaakt van het B-juniorenteam van SV Werder Bremen, is Wichmann sinds het seizoen 2015/16 onderdeel van het eerste elftal van de club uit Bremen. Op 20 maart 2016 maakte Wichmann haar debuut in de Bundesliga in een 1-0 thuisoverwinning op SC Freiburg. Wichmann maakte haar eerste doelpunt in de Bundesliga op 16 mei 2016 door het enige doelpunt van Werder Bremen te maken in een met 1-4 verloren thuiswedstrijd tegen 1. FFC Turbine Potsdam. SV Werder Bremen degradeerde dat seizoen uit de Bundesliga, maar wist in het seizoen 2016/17 gelijk terug te promoveren naar de Bundesliga. Wichmann kwam in 20 wedstrijden in de 2de Bundesliga in actie waarin ze zeven keer wist te scoren. Na het seizoen 2016/17 vertrok Wichmann naar Elon College, Verenigde Staten. Hier ging ze studeren en voetballen in de Colonial Athletic Association. In het seizoen 2018/19 keerde Wichmann terug bij SV Werder Bremen. Dat seizoen speelde ze 20 wedstrijden waarin ze twee keer tot scoren kwam. Na opnieuw een jaar in de 2de Bundesliga, komt Wichmann met SV Werder Bremen sinds het seizoen 2020/21 onafgebroken uit in de Bundesliga. In het seizoen 2023/24 kampte Wichmann veelvuldig met blessureleed. In een wedstrijd tegen MSV Duisburg op 5 mei 2024 keerde Wichmann terug en sierde ze haar rentree op door twee keer tot scoren te komen.

## Statistieken
| Seizoen | Club             | Competitie     | Competitie | Competitie | Beker | Beker | Overig | Overig | Totaal | Totaal |
| Seizoen | Club             | Competitie     | Wed.       | Dlp.       | Wed.  | Dlp.  | Wed.   | Dlp.   | Wed.   | Dlp.   |
| ------- | ---------------- | -------------- | ---------- | ---------- | ----- | ----- | ------ | ------ | ------ | ------ |
| 2015/16 | SV Werder Bremen | Bundesliga     | 4          | 1          | 0     | 0     | 0      | 0      | 3      | 0      |
| 2016/17 | SV Werder Bremen | 2de Bundesliga | 20         | 7          | 3     | 1     | 0      | 0      | 23     | 8      |
| 2017/18 | SV Werder Bremen | Bundesliga     | 0          | 0          | 0     | 0     | 0      | 0      | 0      | 0      |
| 2018/19 | SV Werder Bremen | Bundesliga     | 20         | 2          | 2     | 2     | 0      | 0      | 22     | 4      |
| 2019/20 | SV Werder Bremen | 2de Bundesliga | 14         | 2          | 1     | 0     | 0      | 0      | 15     | 2      |
| 2020/21 | SV Werder Bremen | Bundesliga     | 22         | 1          | 3     | 0     | 0      | 0      | 25     | 1      |
| 2021/22 | SV Werder Bremen | Bundesliga     | 21         | 0          | 2     | 0     | 0      | 0      | 23     | 0      |
| 2022/23 | SV Werder Bremen | Bundesliga     | 14         | 1          | 2     | 0     | 0      | 0      | 16     | 1      |
| 2023/24 | SV Werder Bremen | Bundesliga     | 3          | 2          | 0     | 0     | 0      | 0      | 3      | 2      |
| Totaal  | Totaal           | Totaal         | 118        | 16         | 13    | 3     | 0      | 0      | 131    | 19     |

Bijgewerkt t/m 18 mei 2024.

## Interlandcarrière
Reena Wichmann maakte haar debuut als jeugdinternational op 30 oktober 2012 voor Duitsland onder 15 in een vriendschappelijke interland tegen de leeftijdsgenoten van Schotland die met 3-1 werd gewonnen. In Wichmanns tweede interland, op 2 november 2012, werd opnieuw met 3-1 gewonnen van Schotland.
1 Peng ·
3 Janzen ·
5 Ulbrich ·
6 Wichmann ·
8 Weiß ·
9 Weidauer ·
10 Mahmoud ·
11 Sternad ·
13 Walkling ·
14 Brandenburg ·
15 Sehan ·
16 Bernhardt ·
17 Dahl ·
18 Hausicke ·
19 Matheis ·
20 Meyer ·
21 Hahn ·
22 Dieckmann ·
23 Németh ·
27 Lührßen ·
28 Wirtz ·
29 Kunkel ·
31 Etzold ·
32 Pettersen ·
33 Pérez Jaramillo ·
37 Dahms ·
39 Behrens ·
Coach: Horsch